# Hvaomsza
A Hvaomsza (hangul: 화엄사, handzsa: 華嚴寺, RR: Hwaeomsa, ’Hvaom templom’) Dél-Korea Dél-Csolla (Jeolla) tartományában, Kurje (Gurye) járásban található Silla-kori templom, Dél-Korea 64. festői tája, négy nemzeti kincs található itt (12, 35, 68, 301. számú), valamint nyolc további kincs és két természeti emlék.

## Története
A templom a Csiriszan (Jirisan) (지리산) hegy lábánál fekszik, Dél-Korea tíz leghíresebb buddhista templomának egyike.  544-ben épült, Csinhung (Jinheung) sillai király idejében. Jongidzsosza (Yeongijosa) szerzetes alapította. A japán invázió idején lermbolták, majd később újjáépítették.

## Nemzeti kincsei

### 12. számú
Dél-Korea 12. számú nemzeti kincse egy kőlámpás a Hvaom templom Kakhvangdzson (Gakhwangjeon) csarnoka előtt
(구례 화엄사 각황전 앞 석등, Kurje Hvaomsza Kakhvangdzson ap szoktung (Gurye Hwaeomsa Gakhwajeon ap seokdeung)). 6,4 méteres magasságával a világ legnagyobb kőlámpása. Központi tartóoszlopa homokóra alakú. Valószínűleg 860 és 873 között készítették és az Egyesített Silla művészetének nyomait viseli.

### 35. számú
A 35. számú nemzeti kincs a templom háromszintes, oroszlános talapzatú pagodája (구례 화엄사 사사자 삼층석탑, Kurje Hvaomsza szaszadzsa szamcshung szokthap (Gurye Hwaeomsa sasaja samcheung sektap)). A pagoda egyik alakjáról úgy tartják, a templomalapító Jongidzsosza (Yeongijosa) szerzetes édesanyját ábrázolja, akinek a fia teaceremóniát tart.

### 67. számú
A 67. számú nemzeti kincs a templom Kakhvangdzson (Gakhwangjeon) csarnoka (구례 화엄사 각황전, Kurje Hvaomsza Kakhvangdzson (Gurye Hwaeomsa Gakhwangjeon)), melyet 1702-ben építettek újra. Kétszintes épület, összesen 12 teremmel.

### 301. számú
A 301. számú nemzeti kincs a templom buddhista függő festménye (화엄사 영산회 괘불탱, Hvaomsza Jongszanhö kvebultheng (Hwaeomsa Yeongsanhoe gwaebultaeng)), melyet különféle ceremóniák során akasztottak ki a templom kertjében. 1653-ból származik, 11,95 méter magas és 7,76 méter széles, főként vörös és zöld színekkel készült, jellegzetes 17. századi buddhista ábrázolásmóddal.

## Képek

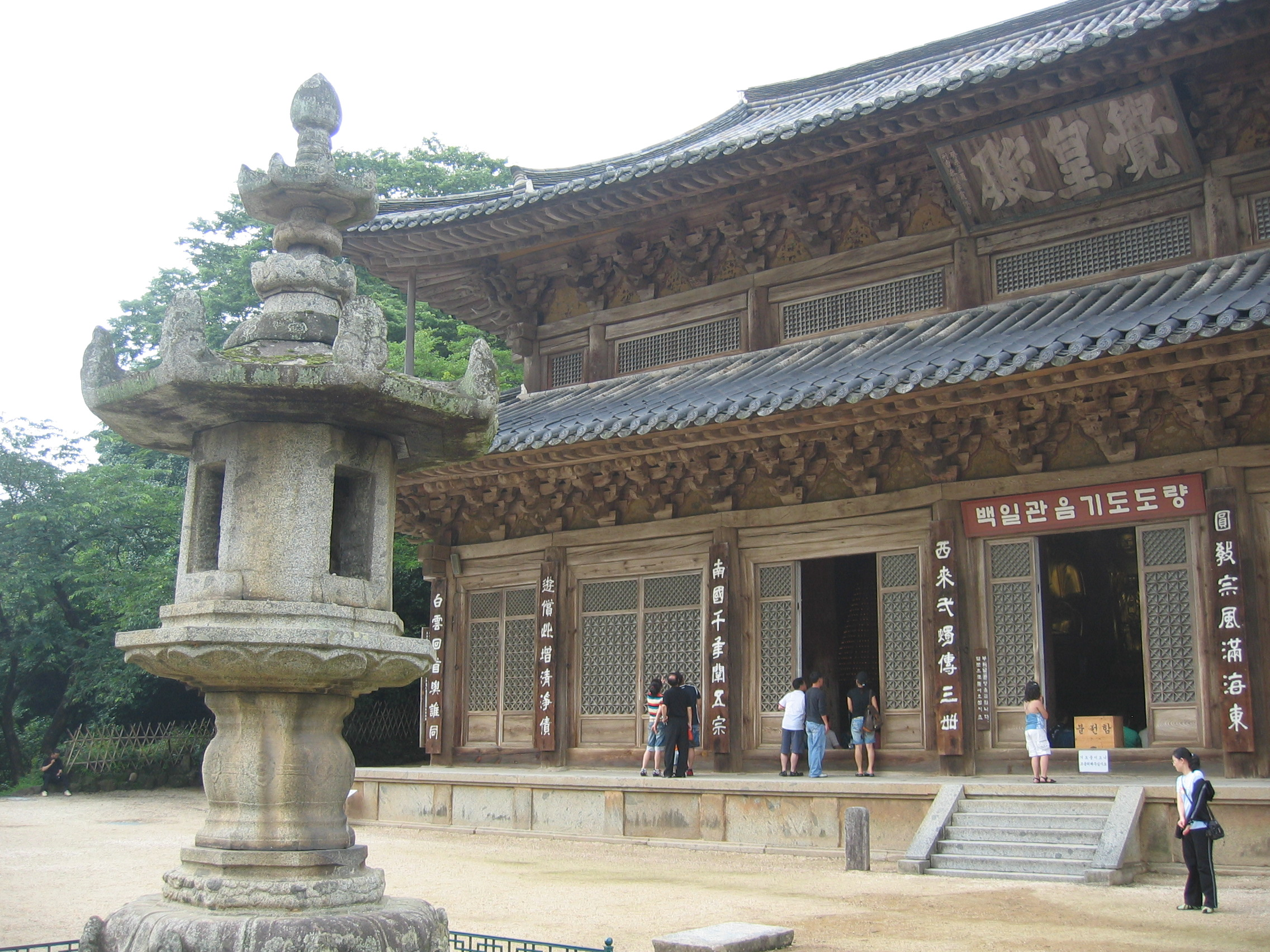
Kőlámpás (12. nemzeti kincs)
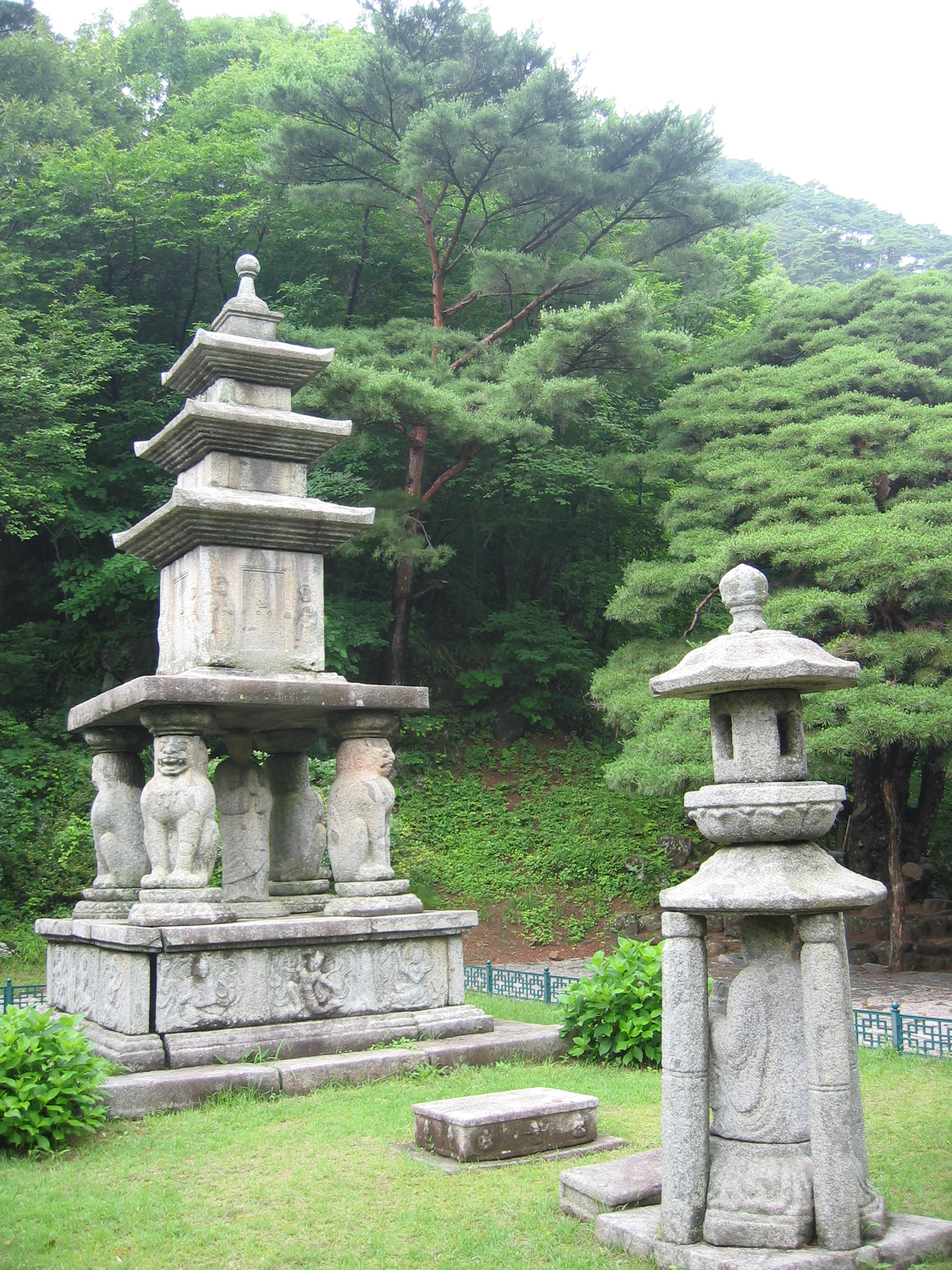
Oroszlános pagoda (35. nemzeti kincs)
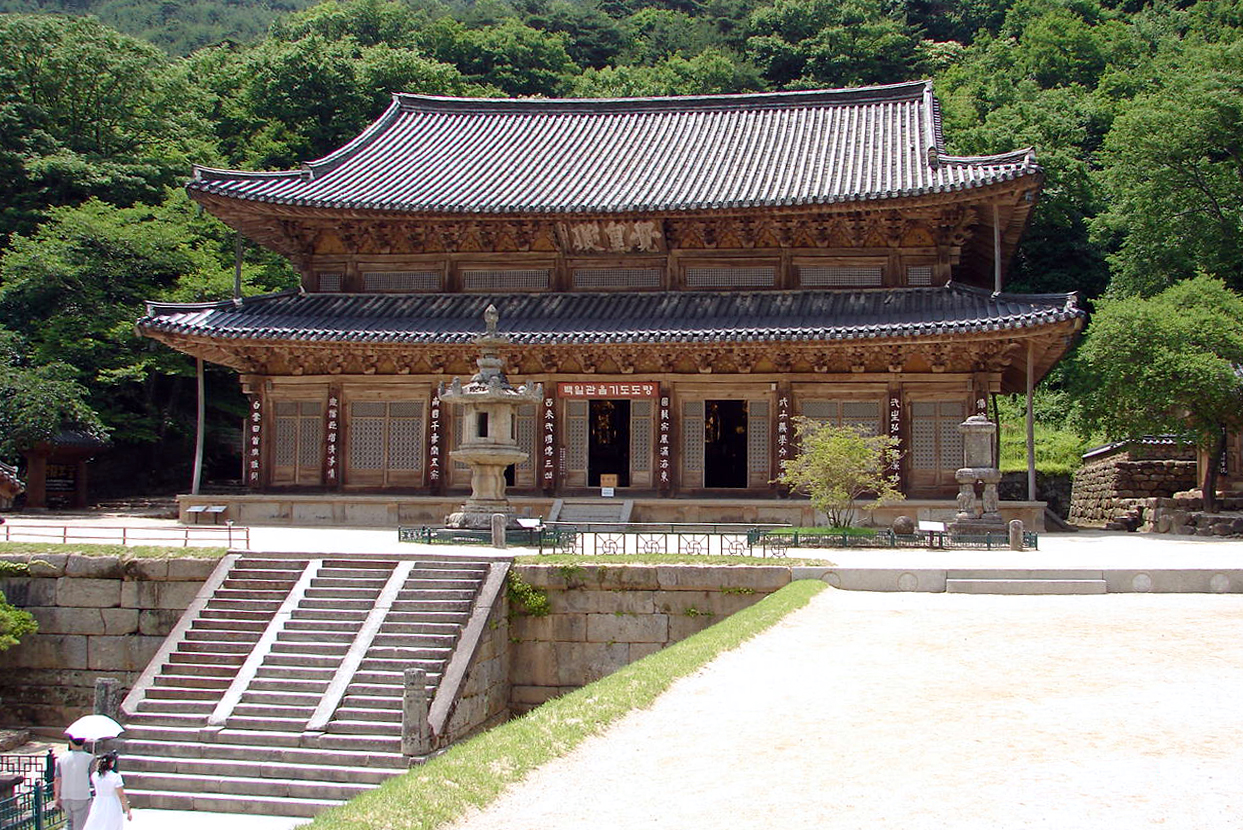
Kakhvangdzson (Gakhwangjeon) csarnok (67. számú nemzeti kincs)
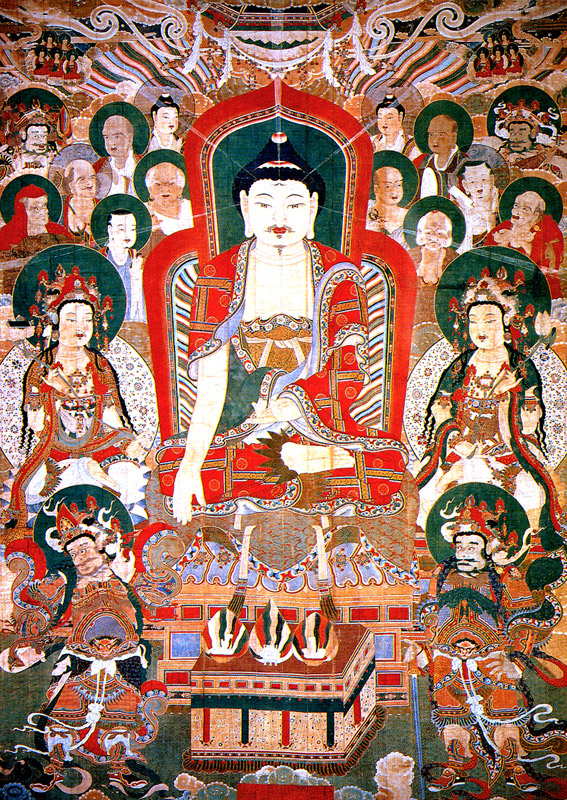
Buddhista függő festmény (301. számú nemzeti kincs)